# Christian von Stenglin (1914–2002)
Christian Freiherr von Stenglin (* 1. März 1914 in Spiegelberg; † 6. Februar 2002 in Celle) war ein deutscher Landstallmeister, Leiter des Niedersächsischen Landgestüts Celle und Autor.

## Leben und Wirken
Stenglin stammt aus der jüngeren Linie des Patrizier- und Adelsgeschlechts von Stenglin. Schon sein gleichnamiger Großvater Christian von Stenglin (1843–1928) war Landstallmeister in den Gestüten Celle und Neustadt/Dosse und von 1896 bis 1920 mecklenburgischer Oberlandstallmeister und Direktor des Landgestüts Redefin. Sein Vater Otto von Stenglin (1877–1957) war von 1916 bis 1934 Landstallmeister im Rheinischen Landgestüt zu Wickrath.
Christian von Stenglin studierte Landwirtschaft an den Universitäten Königsberg, München und Bonn, wo er 1951 promoviert wurde. Von 1951 bis 1954 war er Gestütsassistent im Landgestüt in Warendorf. Ab 1954 war er in Celle Gestütsassistent und wurde 1958 Landstallmeister. Unter seiner Leitung meisterte das Landgestüt seine durch die Mechanisierung der Landwirtschaft ausgelöste Existenzkrise. Mit der Umstellung des Hengstbestandes und Ausrichtung auf ein Sport-Warmblutpferd legte er mit den Grundstein für die moderne Hannoversche Pferdezucht.

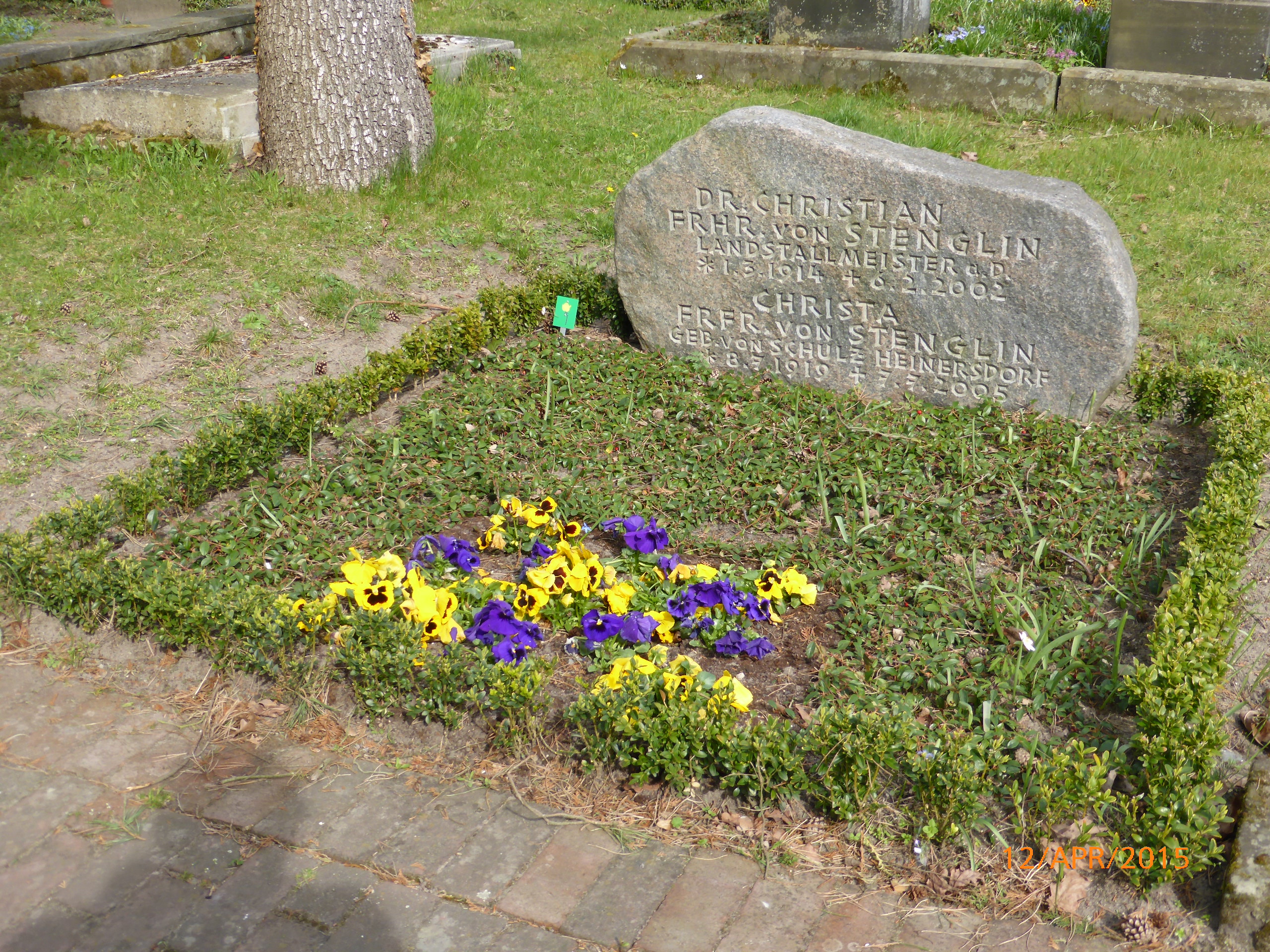
Grabmal v. Stenglin auf den Neuenhäuser Friedhof in Celle (2015)

1979 trat er in den Ruhestand; er verstarb 2002 und ist auf dem Neuenhäuser Friedhof in Celle begraben.
Von seinen Söhnen war Thomas von Stenglin (* 1954) von 2004 bis 2019 Geschäftsführer der Spielbank Wiesbaden, Stephan von Stenglin (* 1956) ist seit 2011 Präsident der Hauptverwaltung in Bremen, Niedersachsen und Sachsen-Anhalt der Deutschen Bundesbank und Jürgen von Stenglin (* 1958) ist freier Journalist, Autor und Dramaturg.

## Werke
Als Autor:
- Untersuchungen über Herkunft, Zuchtergebnis und Körpermessungen bei Hengsten der rheinischen Kaltblutzucht von 1892 bis zur Gegenwart. Dissertation, Landwirtschaftliche Fakultät, Bonn, 2. Juli 1951.
- Hannoveraner: Ihre Geschichte, Zucht und Leistung (Franckhs Reiterbibliothek). Franckh, Stuttgart 1983, ISBN 3-440-05152-8.

Als Herausgeber:
- Hengstparaden. Limpert, Bad Homburg 1979, ISBN 3-7853-1297-0.
- Deutsche Pferdezucht: Geschichte, Zuchtziele. FN-Verlag, Warendorf 1983, ISBN 3-88542-002-3.